# Teen Age Riot
«Teen Age Riot» es una canción y un sencillo de la banda Sonic Youth, publicado en 1988 por los sellos Enigma y Blast First. Es el primer sencillo del álbum Daydream Nation.Fue colocada en el puesto 157 en la reedición del 2021 de Las 500 mejores canciones de todos los tiempos según Rolling Stone.

## Lista de canciones
| Teen Age Riot |                                           |          |  |
| N.º           | Título                                    | Duración |  |
| 1.            | «Teen Age Riot» (Lado A, versión editada) | 3:50     |  |
| 2.            | «Silver Rocket» (Lado A)                  | 3:47     |  |
| 3.            | «Kissability» (Lado B)                    | 3:08     |  |
| 4.            | «Candle» (Lado B)                         | 4:59     |  |
| 15:44         |                                           |          |  |